# Operation Spinnennetz
Die Operation Spinnennetz (ukrainisch Операція «Павутина» Operazija „Pawutyna“; englisch Operation Spiderweb) war eine am 1. Juni 2025 durchgeführte militärische Operation des Sicherheitsdienstes der Ukraine (SBU) während des Russisch-Ukrainischen Krieges, bei dem nach ukrainischen Angaben vier russische Militärflugplätze durch Drohnen angegriffen und etwa 40 Militärflugzeuge zerstört oder beschädigt wurden. Der Angriff auf mindestens 13 Flugzeuge konnte aufgrund von Satellitenbildern bestätigt werden. Fast zeitgleich fanden Eisenbahnanschläge in Russland statt.

## Hintergrund
Seit Kriegsbeginn am 24. Februar 2022 ist die Ukraine Angriffen der russischen Luftwaffe ausgesetzt, die aus sicherer Entfernung Abwürfe von Marschflugkörpern und Gleitbomben über russischem Gebiet ausführen. Der Start der Waffen erfolgt außerhalb der Reichweite ukrainischer Flugabwehrmöglichkeiten. Im Dezember 2023 beschloss der ukrainische SBU die Operation Spinnennetz, um die russischen Luftstreitkräfte in ihren Möglichkeiten einzuschränken.

## Verlauf
Am 1. Juni 2025 griffen nach diesen Meldungen mindestens 117 ukrainische, in Russland gestartete FPV-Drohnen gleichzeitig vier russische Militärflugplätze an:
- Militärflugplatz Belaja (ca. 85 Kilometer nordwestlich von Irkutsk, nahe der Südgrenze von Sibirien)
- Militärflugplatz Djagilewo (in der Oblast Rjasan, ca. 200 km südöstlich von Moskau, am Fluss Oka)
- Standort Iwanowo (Iwanowo-Sewerny) der Russischen Luftstreitkräfte (vor allem der Luftlandetruppen und Standort strategischer Bomber in der Oblast Iwanowo; ca. 250 km nordöstlich von Moskau)
- Militärflugplatz Olenja (in der Oblast Murmansk)

Nach den ersten Meldungen ukrainischer Quellen wurden bis zu 41 russische Militärflugzeuge beschädigt oder zerstört. Dabei soll es sich um strategische Bomber u. a. vom Typ Tupolew Tu-160, Tu-95 sowie Tu-22M3, von denen aus Russland Marschflugkörper und Langstreckenraketen auf die Ukraine abfeuert, sowie um Frühwarnflugzeuge vom Typ Berijew A-50 gehandelt haben.
Ein weiteres Angriffsziel soll der Militärflugplatz Ukrainka in Seryschewo in der Oblast Amur im Fernen Osten Russlands gewesen sein. Hier schlug der Angriff offenbar fehl. Das russische Verteidigungsministerium bestätigte auch Amur als ein Angriffsziel.

## Planung und Ausführung der Operation
Der Leiter des ukrainischen Geheimdienstes SBU, Wassyl Maljuk, plante die Operation ab Dezember 2023. Laut der ukrainischen Nachrichtenagentur Ukrinform wurde Präsident Selenskyj über den Verlauf der Operation stets auf dem Laufenden gehalten. Für die Ausführung der Operation war der SBU-Agent Artem Tymofeew (* Dezember 1987) verantwortlich. Nach russischen Medien zog der Kiewer DJ 2018 mit seiner Ehefrau in die Oblast Tscheljabinsk. Weil auch Verwandte von ihnen in Russland leben, erhielten sie russische Pässe. Im Oktober 2024 gründete Tymofeew eine Spedition; im Dezember 2024 kaufte er mehrere LKWs. Die Drohnenteile und der Sprengstoff wurden aus Kasachstan in die für den Plan zentral gelegene Millionenstadt Tscheljabinsk am Ural gebracht, dort in einer Lagerhalle montiert und in Containern versteckt. Die Container wurden als sogenannte Tiny Houses gestaltet und mit einem automatisch öffnenden Dach mit doppeltem Boden ausgestattet, in dem die Drohnen untergebracht waren. Die Container wurden von beauftragten (unwissenden) russischen Fahrern auf den LKWs in die Nähe der Ziele gefahren. In sozialen Netzwerken sind Aufnahmen zu sehen, wie die als Kampfdrohnen ausgerüsteten Quadrocopter aus den per Fernsteuerung geöffneten Dächern der Container aufsteigen. Bilder der Drohnen wurden offenbar über das russische Mobilfunknetz übertragen. Die Drohnen waren laut Medien mit einer eigenständigen, nicht ferngesteuerten Zielerkennung versehen. Um dieses automatische Steuerungssystem mit Hilfe von maschinellem Lernen zu programmieren, nutzte der SBU laut mehreren Medien die in einem Luftfahrtmuseum in Poltawa lagernden Sowjetbomber der Typen Tu-95MS, Tu-160 und Tu-22M3. Die Drohnensteuerung soll dort auf die Radarprofile, visuelle Marker und Strukturen der Flugzeuge angelernt worden sein.

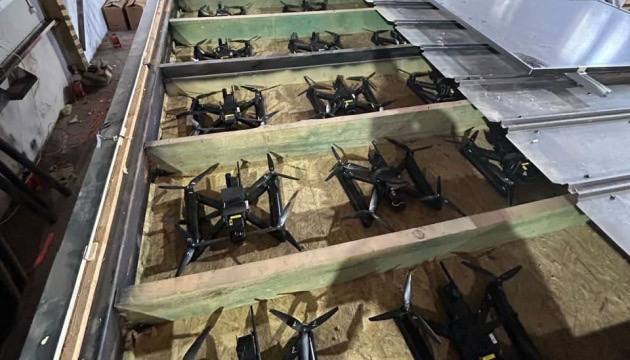
Ukrainische Angriffsdrohnen in doppeltem Boden der Dächer der eingesetzten Container
- Video einer ukrainischen Drohne, die aus einem Container aufsteigt und russische Bomber angreift
- Videoaufnahmen verschiedener ukrainischer Drohnen bei ihren Angriffen auf russische Bomber

## Auswertungen
Nach SBU-Angaben seien mit der Operation Spinnennetz mit 41 Flugzeugen etwa 34 Prozent der russischen Bomber zerstört, die in der Lage sind, Marschflugkörper abzusetzen. Den Wert der beschädigten oder zerstörten Bomber bezifferte der SBU mit insgesamt etwa sieben Milliarden US-Dollar (etwas mehr als sechs Milliarden Euro). Mittels Satellitenbildern und Drohnenaufnahmen, die von der ukrainischen Seite veröffentlicht wurden, konnte der Verlust bzw. die Beschädigung von mindestens vier Tu-22M3 und vier Tu-95 auf dem Flugplatz Belaja bestätigt werden; dabei waren einige der zerstörten Maschinen aufgetankt und mit Marschflugkörpern bewaffnet, als sie getroffen wurden, was darauf hindeutet, dass sie kurz vor einem möglichen Einsatz standen. Weitere Auswertungen ergaben weitere vier Tu-95 und ein Transportflugzeug An-12 auf dem Militärflugplatz Olenja; insgesamt 13 zerstörte oder schwer beschädigte Flugzeuge an den beiden Standorten. Auf dem Militärflugplatz Djagilewo sollen zwei A-50 beschädigt worden sein, während am Standort Iwanowo keine Schäden dokumentiert werden konnten.
Einem Bericht der Financial Times zufolge hat die Ukraine damit einen lang geplanten und hochkomplexen Drohnenangriff tief im russischen Staatsgebiet durchgeführt. Dabei sei ein erheblicher Teil der einsatzbereiten Langstreckenbomberflotte schwer beschädigt worden. Insbesondere der Angriff auf die sowjetischen Modelle Tu-95 und Tu-22M3 wiege schwer, da diese nicht mehr in Produktion seien und daher nicht ersetzt werden könnten. Es gebe unterschiedliche Angaben über die Anzahl angegriffener Flugzeuge. Die strategische Bedeutung des Angriffs gehe jedoch über den unmittelbaren Schaden hinaus, da er aufzeige, dass die Ukraine auch ohne westliche Waffen in der Lage sei, bislang als sicher geltende Ziele tief im russischen Hinterland anzugreifen. Sollte Moskau nun gezwungen sein, seine Flugzeuge großflächiger zu verteilen, würde dies deren Schlagkraft verringern. Der Angriff sei auch deshalb bedeutsam, weil er das russische Vertrauen in die Unverwundbarkeit ihres Landes durch strategische Tiefe untergrabe. Zudem demonstriere er die Entschlossenheit der Ukraine.
Die Auswirkungen auf Russlands nukleare Triade seien begrenzt, da Bomber nur etwa 10 % der strategischen Trägersysteme ausmachten; manche Analysten mutmassten, die modernen Tu-160, die ein wesentlicher Bestandteil der nuklearen Triade Russlands darstellen, absichtlich verschont worden seien, obgleich diese in großer Anzahl auf den Stützpunt Belaja abgestellt waren; stattdessen habe der Schlag sich auf diejenigen Flugzeuge beschränkt, die aktiv an konventionellen Angriffe auf die Ukraine beteiligt seien.

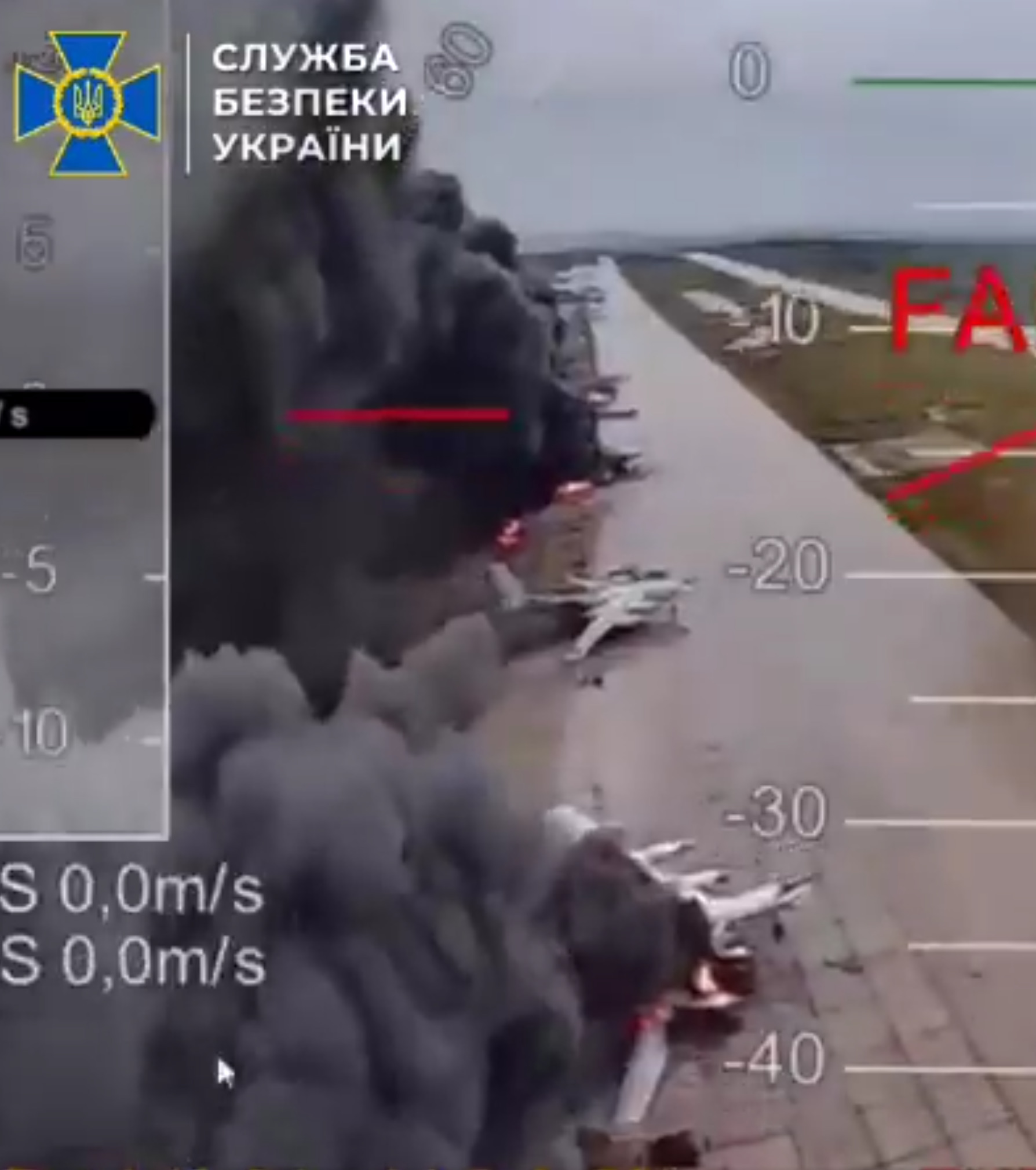
Aufnahme einer ukrainischen Drohne von drei brennenden TU-95-Bombern auf dem Militärflugplatz Olenya
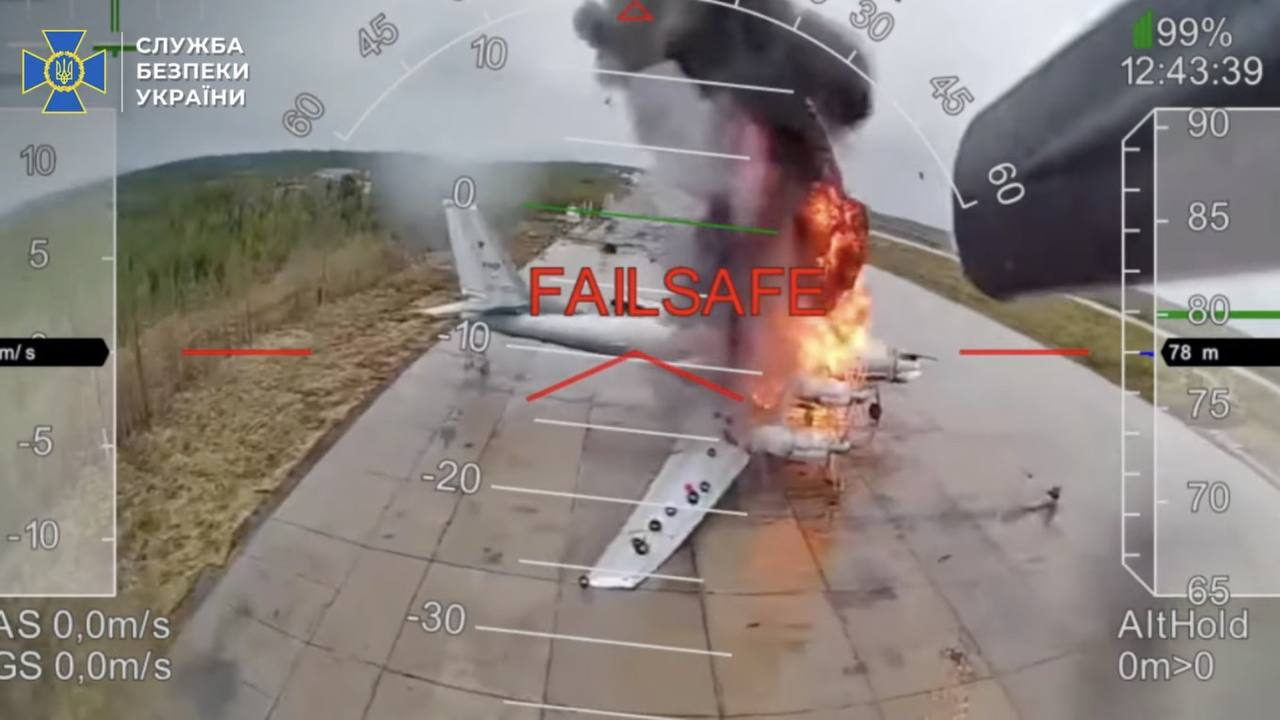
Brennender TU-95-Bomber auf dem Militärflugplatz Olenya
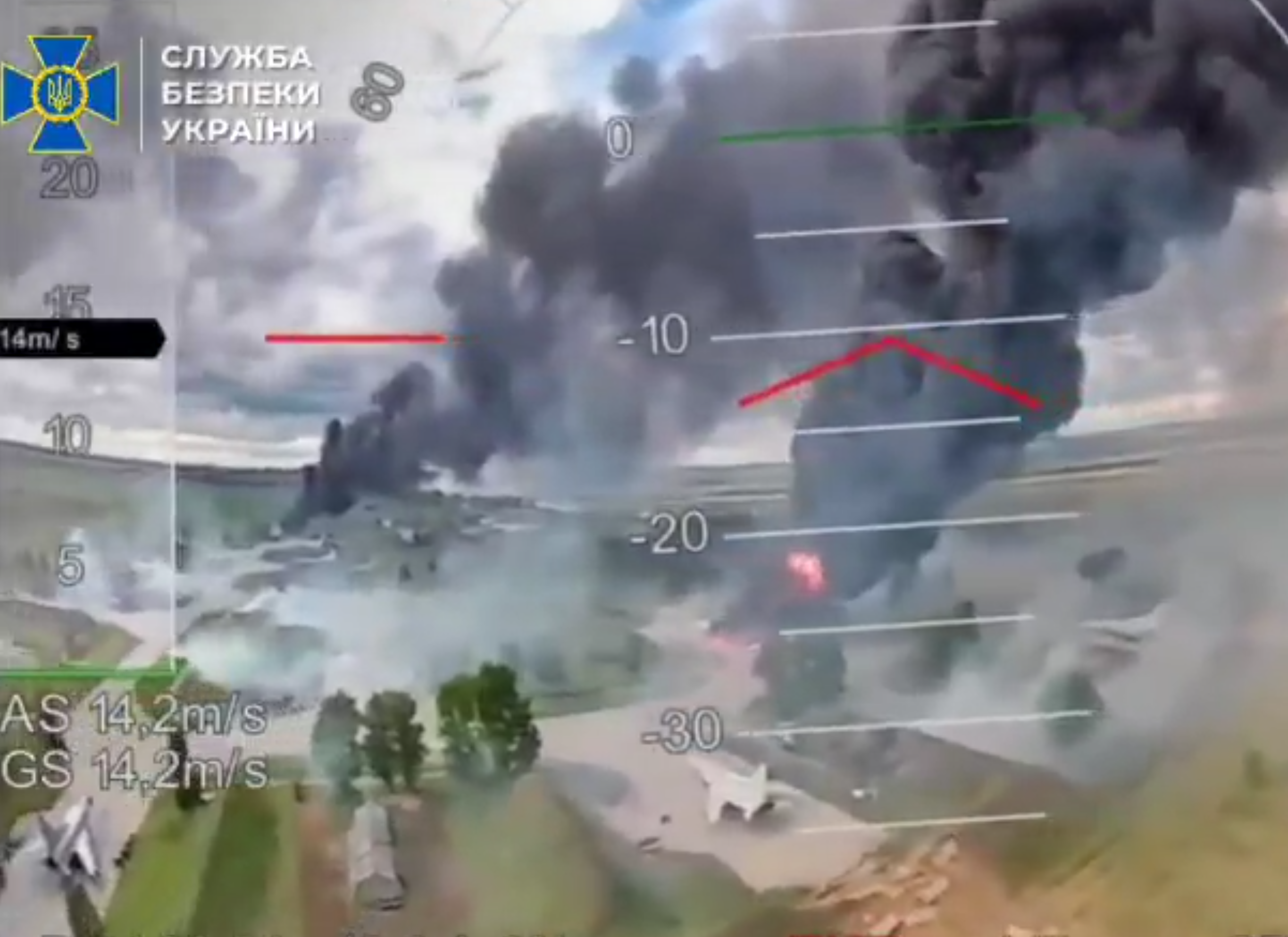
Brennende TU-22-Bomber auf dem Militärflugplatz Belaya
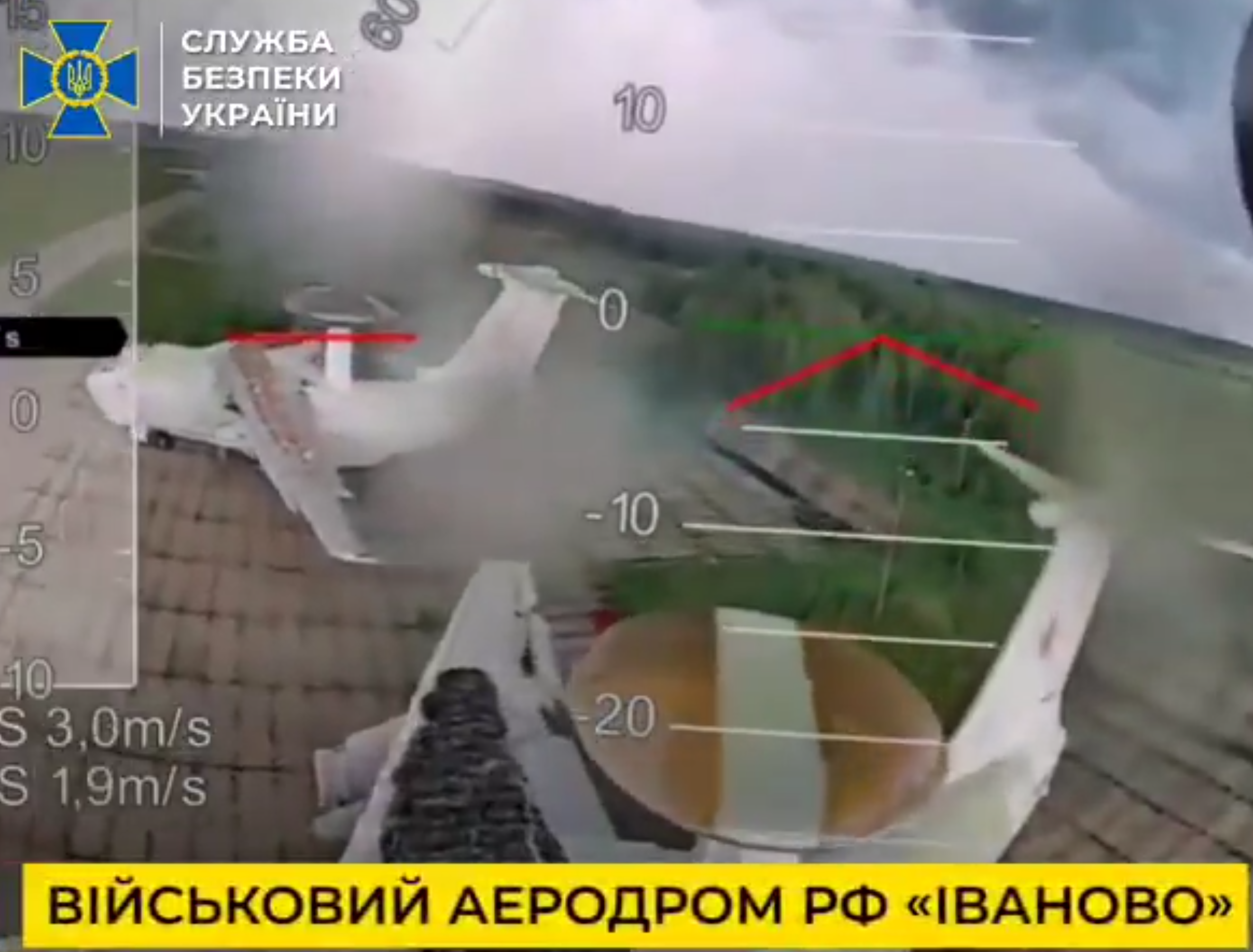
Angegriffene A-50-Aufklärungsflugzeuge auf dem Militärflugplatz Ivanovo Severny
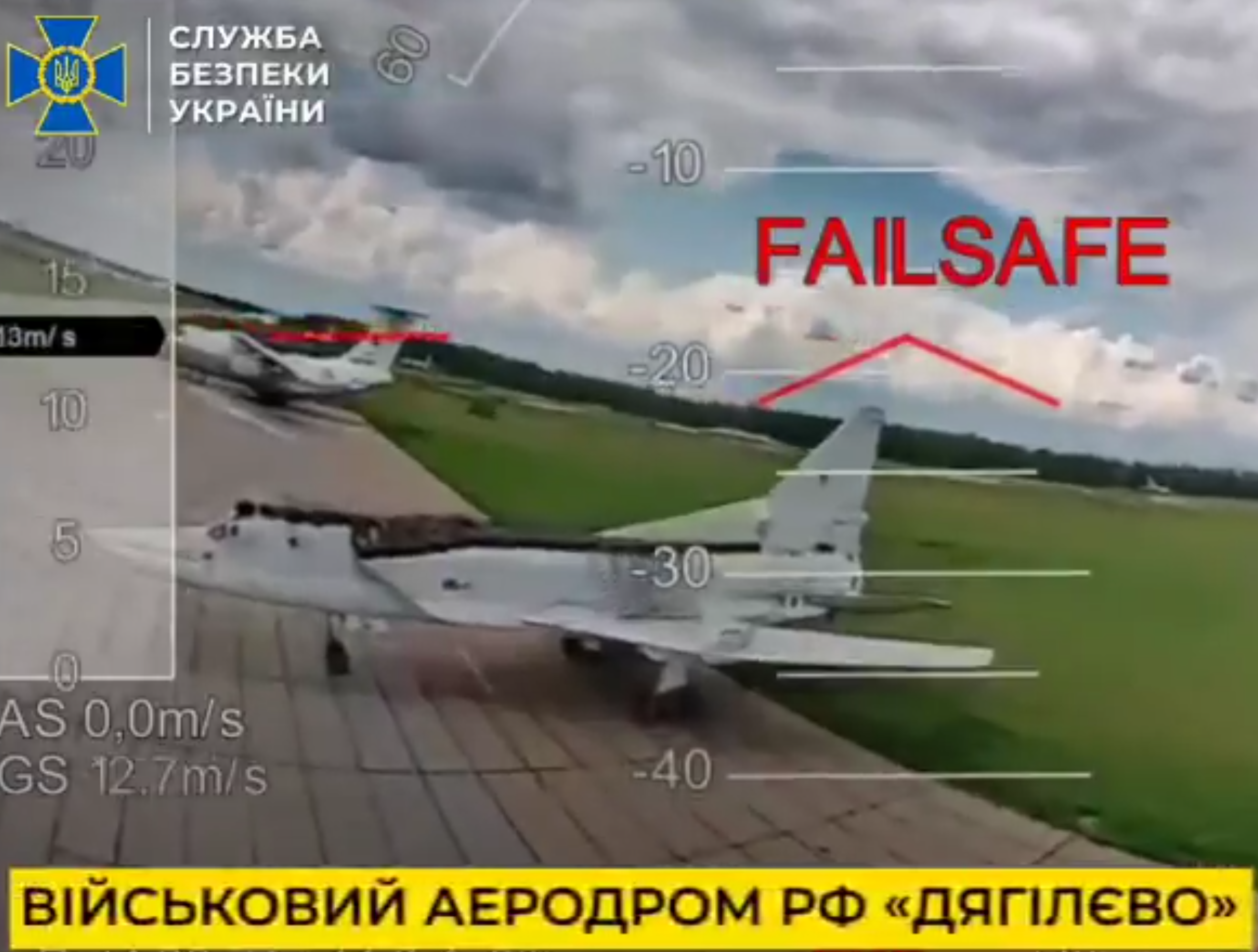
Angegriffene TU-22-Bomber auf dem Militärflugplatz Djagilewo

## Verlegung von Bombern
Russlands Luftwaffe verlegte nach dem Angriff Kampfflugzeuge auf mehrere andere Standorte. Ein Tu-160-Bomber vom Luftwaffenstützpunkt Belaja sowie zwei weitere vom Militärflugplatz Engels-2 sollen zum militärischen Teil des Flughafens Ugolny verlegt worden sein; der Stützpunkt liegt bei der Stadt Anadyr im äußersten Nordosten Russlands und ist etwa 6700 Kilometer von der Ukraine entfernt.